# دهستان کوهستان (عجب‌شیر)
دهستان کوهستان یکی از دهستان‌های استان آذربایجان شرقی است که در بخش قلعه‌چای شهرستان عجب‌شیر واقع شده‌است.